# Cattedrale di Santa Maria Maddalena (Breslavia)
La cattedrale di Maria Maddalena è la chiesa madre della diocesi di Breslavia della Chiesa polacco-cattolica (nel Decanato di Slesia).
Fu fondata nel XIII secolo ed è diventata cattedrale della chiesa polacco-cattolica nel 1972. In questa chiesa è stato celebrato il primo servizio evangelico di Breslavia.

## Storia e descrizione

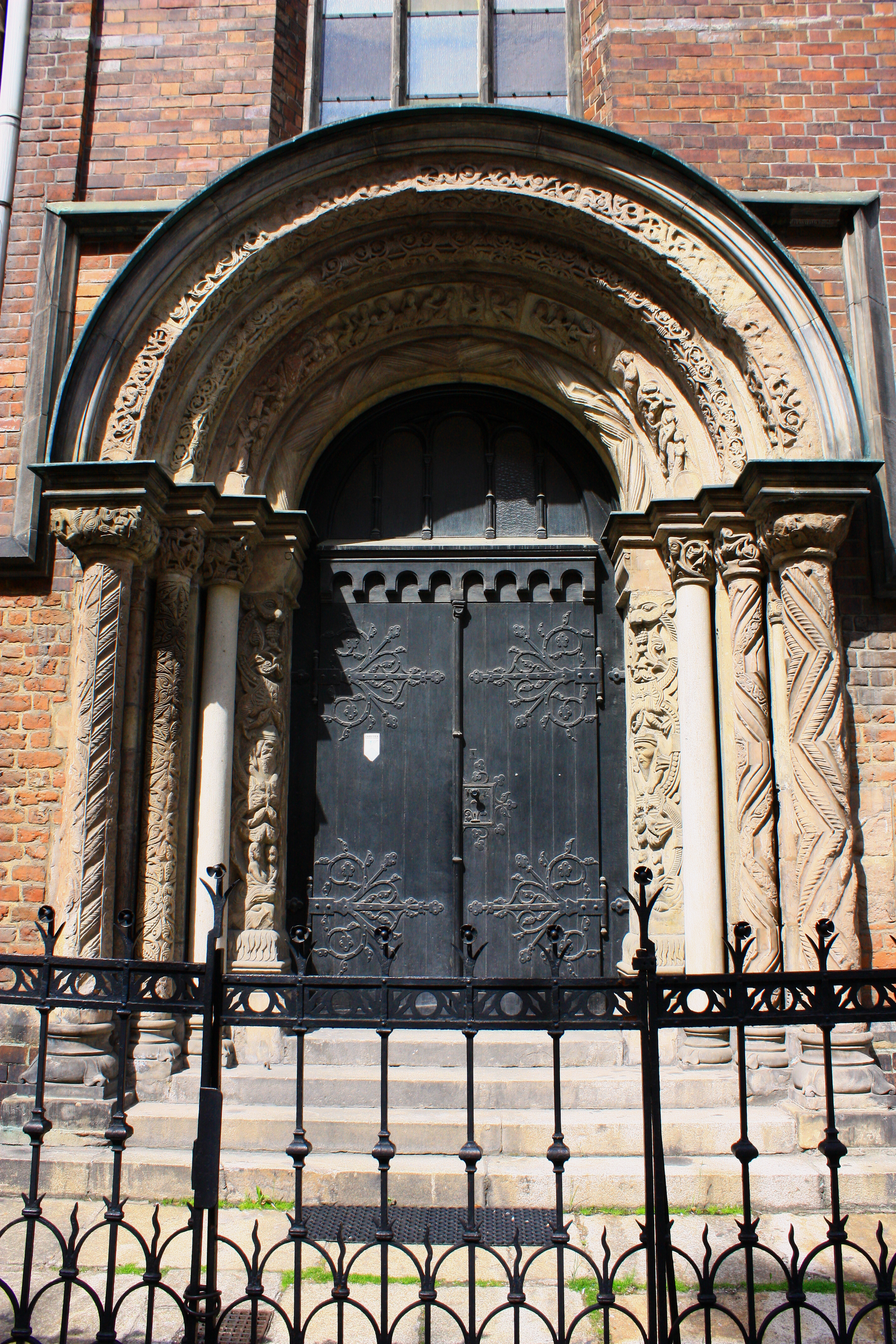
Il romanico Portale di Ołbin.

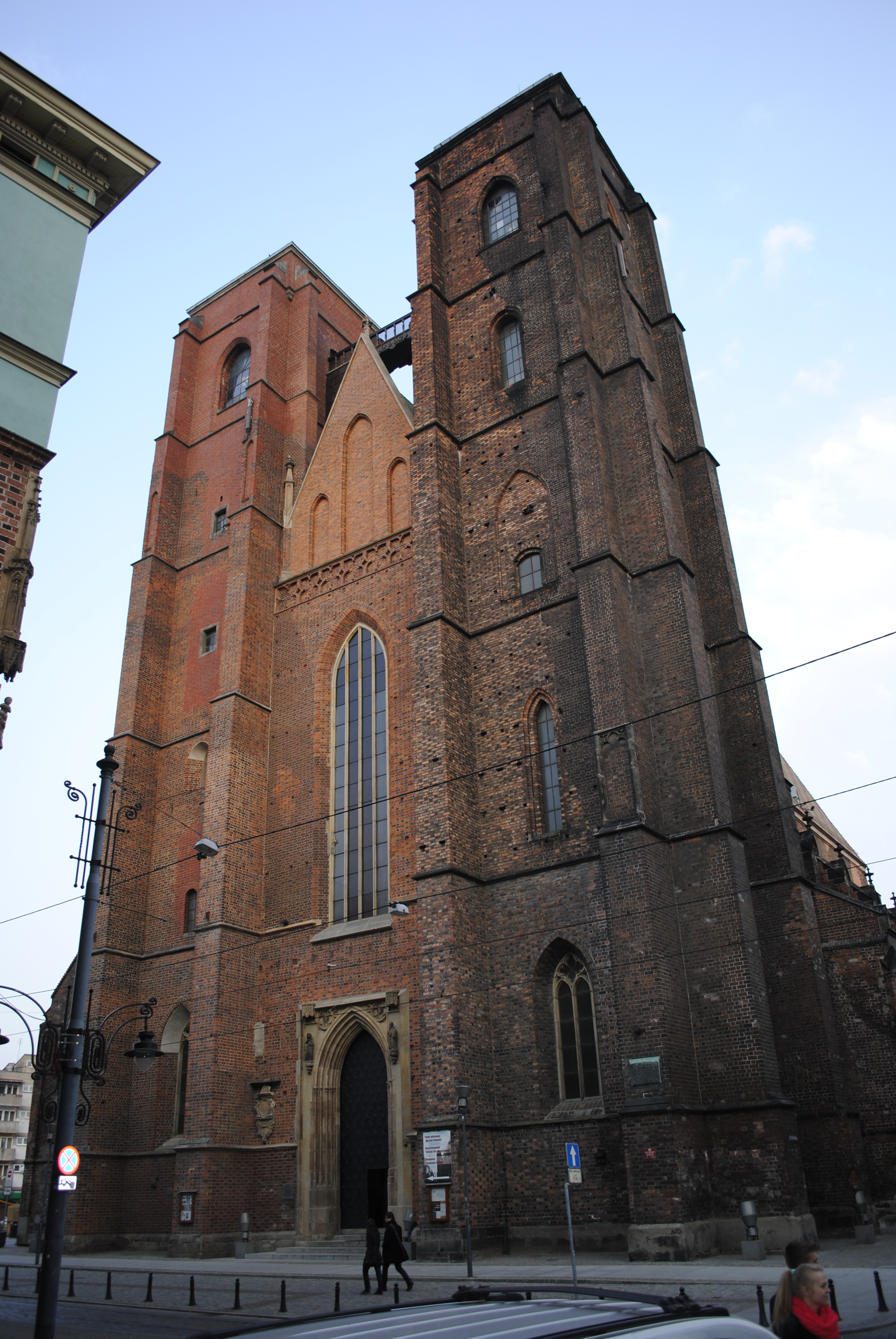
La facciata.

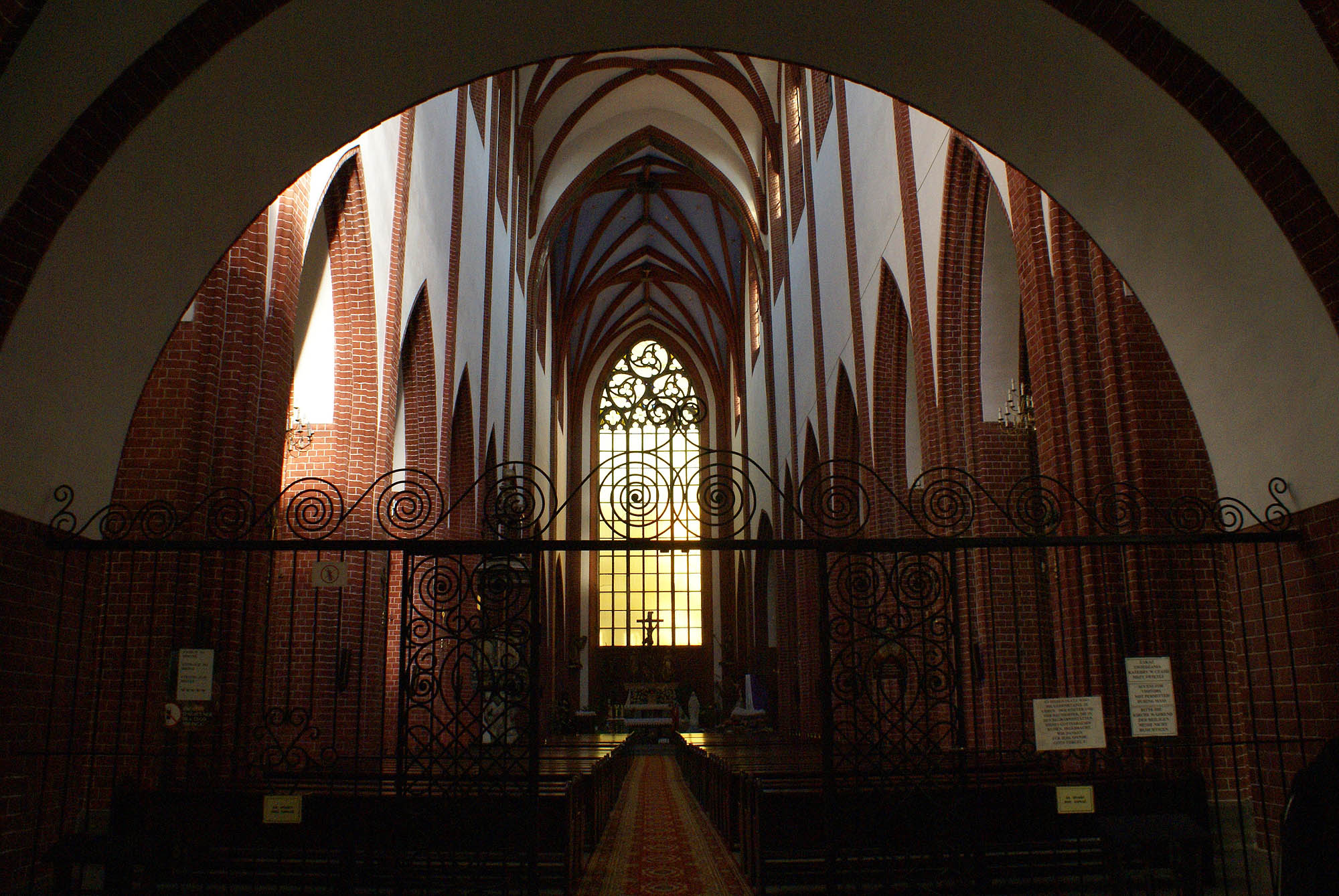
L'interno.

Sorge sul luogo di una precedente chiesa cattolica, già dedicata a Santa Maria Maddalena e a Sant'Andrea, voluta dal vescovo Wawrzyniec verso il 1230, e andata distrutta durante le incursioni dei Tartari alla volta della Battaglia di Legnica.
Venne subito ricostruita; ma una terza chiesa, l'attuale, venne eretta fra il 1342 e il 1362. Si presenta come un grande edificio gotico a mattoni, secondo i tipici canoni dell'architettura del Nord, con pianta basilicale a tre navate e due possenti torri sulla facciata. Queste ultime vennero elevate nel secolo seguente, e la torre meridionale venne dotata della leggendaria Campana del Peccatore, la campana più grande della Slesia, risalente al 1386.
Con la Riforma protestante la chiesa passa al pastore Johann Hess nel 1523. Nel 1546 venne posto nel lato meridionale il prezioso Portale di Ołbin, proveniente dall'antico Monastero di San Vincenzo sito nel quartiere di Ołbin, a nord dell'Isola della Cattedrale, e distrutto nel 1529. L'ornatissimo portale, capolavoro della scultura romanica polacca, raffigura le Storie di Cristo e risale al 1193-1200. Durante questo periodo venne dotata di notevoli arredi rinascimentali, fra cui oggi ancora si conservano il Fonte battesimale del 1576 opera di Johannes Laubesser, e il Pulpito del 1581 di Jakob Gross.
Durante la Seconda Guerra Mondiale la chiesa fu seriamente danneggiata, inoltre, nel 1945 la Campana del Peccatore venne fusa dalla Wehrmacht durante l'assalto finale. Dopo l'espulsione delle popolazioni tedesche dal 1945 al 1947, l'edificio venne donato dalle autorità comuniste alla Chiesa polacco-cattolica che provvide a un profondo restauro tra il 1947 e il 1953.

## Curiosità
Il ponte che collega le due torri è chiamato Mostek Czarownic (Ponte delle streghe). Una leggenda narra che le ombre visibili sul ponte siano le anime delle ragazze che seducevano gli uomini senza volersi sposare, essendo spaventate della cura della casa.

## Galleria d'immagini

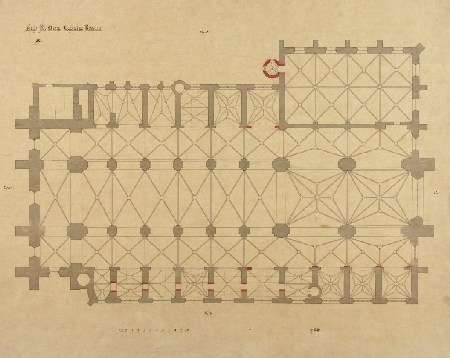
Pianta dell'edificio.
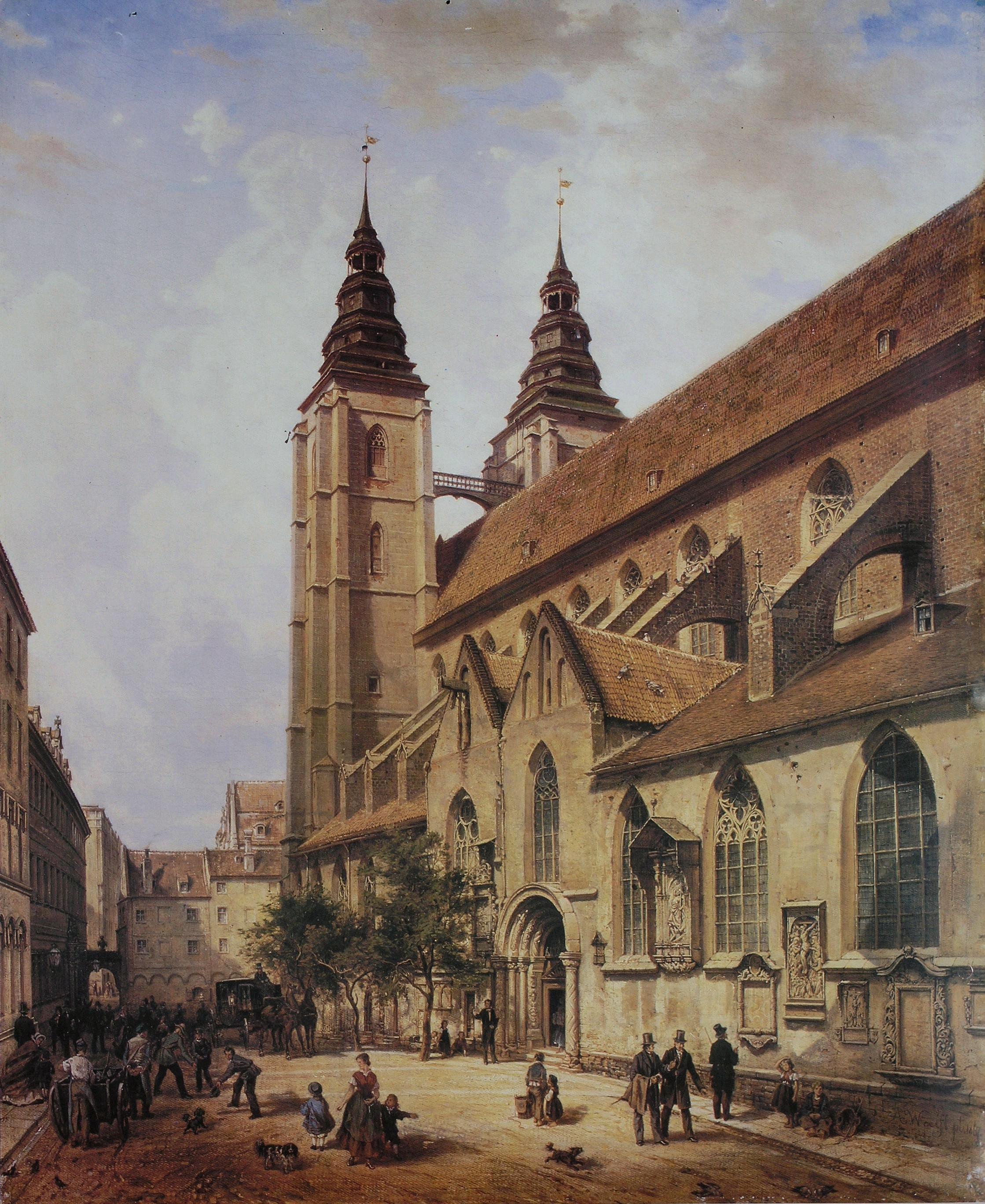
La chiesa nel 1867.
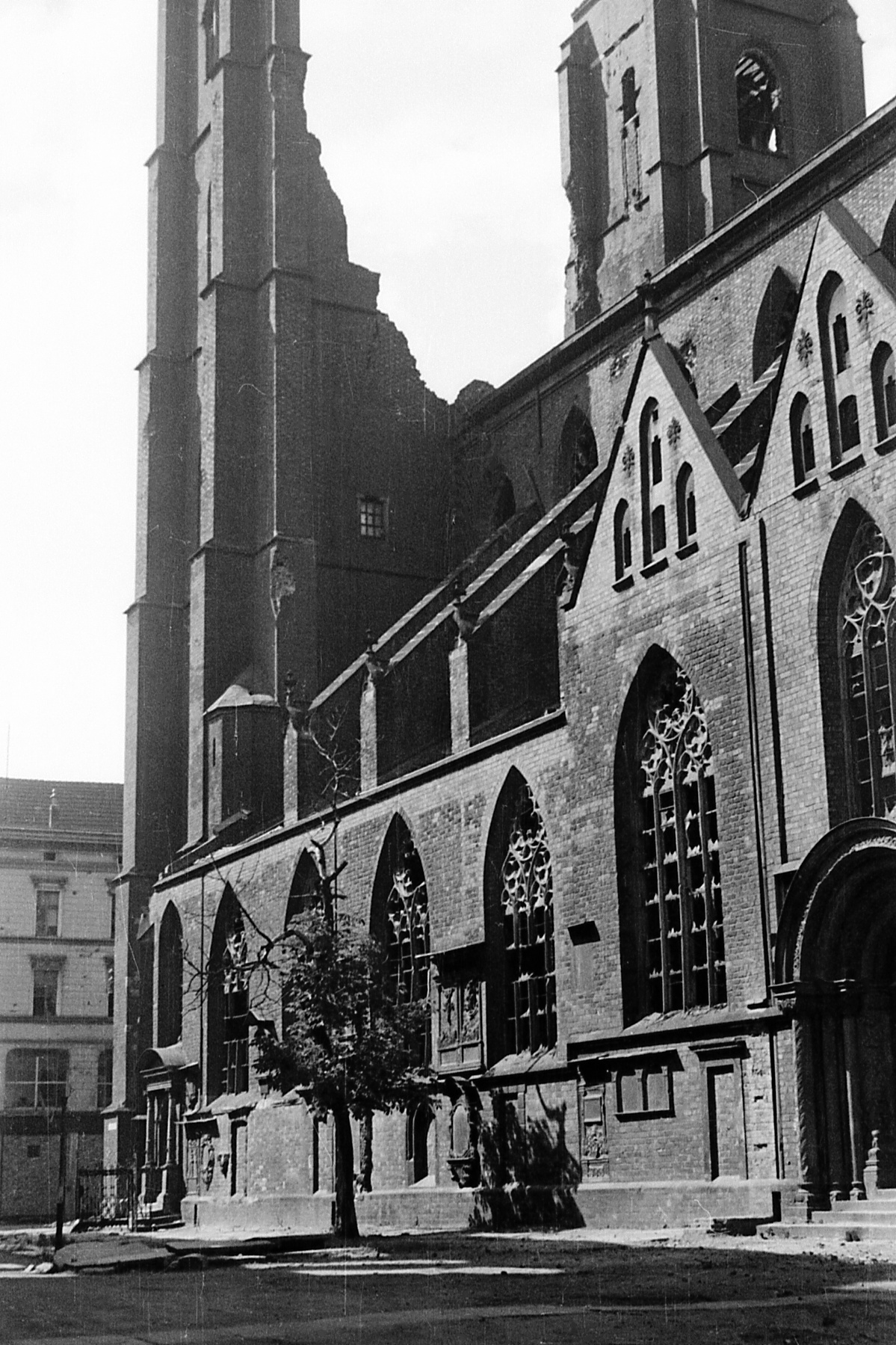
La chiesa nel 1950.
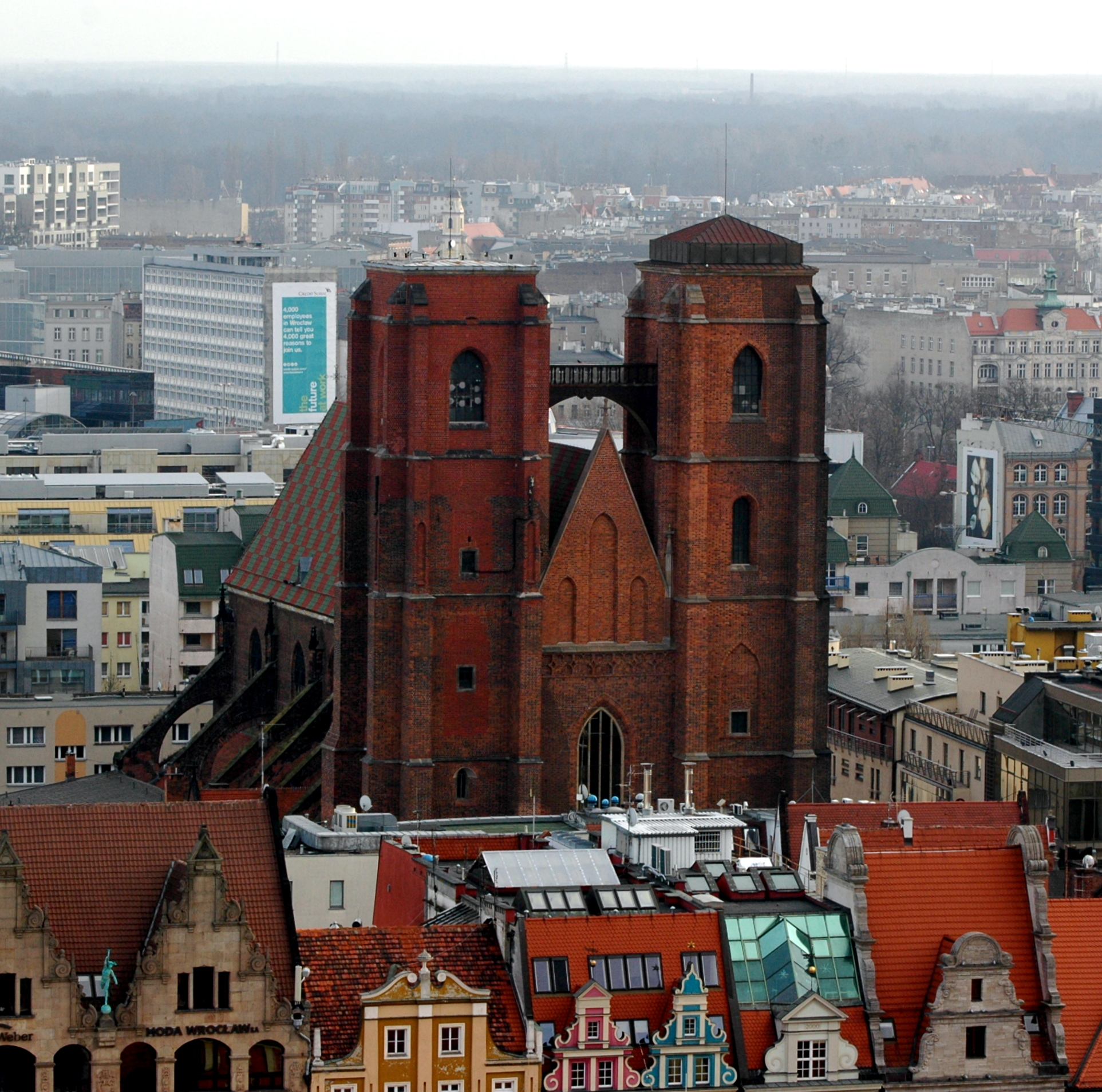
La cattedrale sul profilo cittadino.
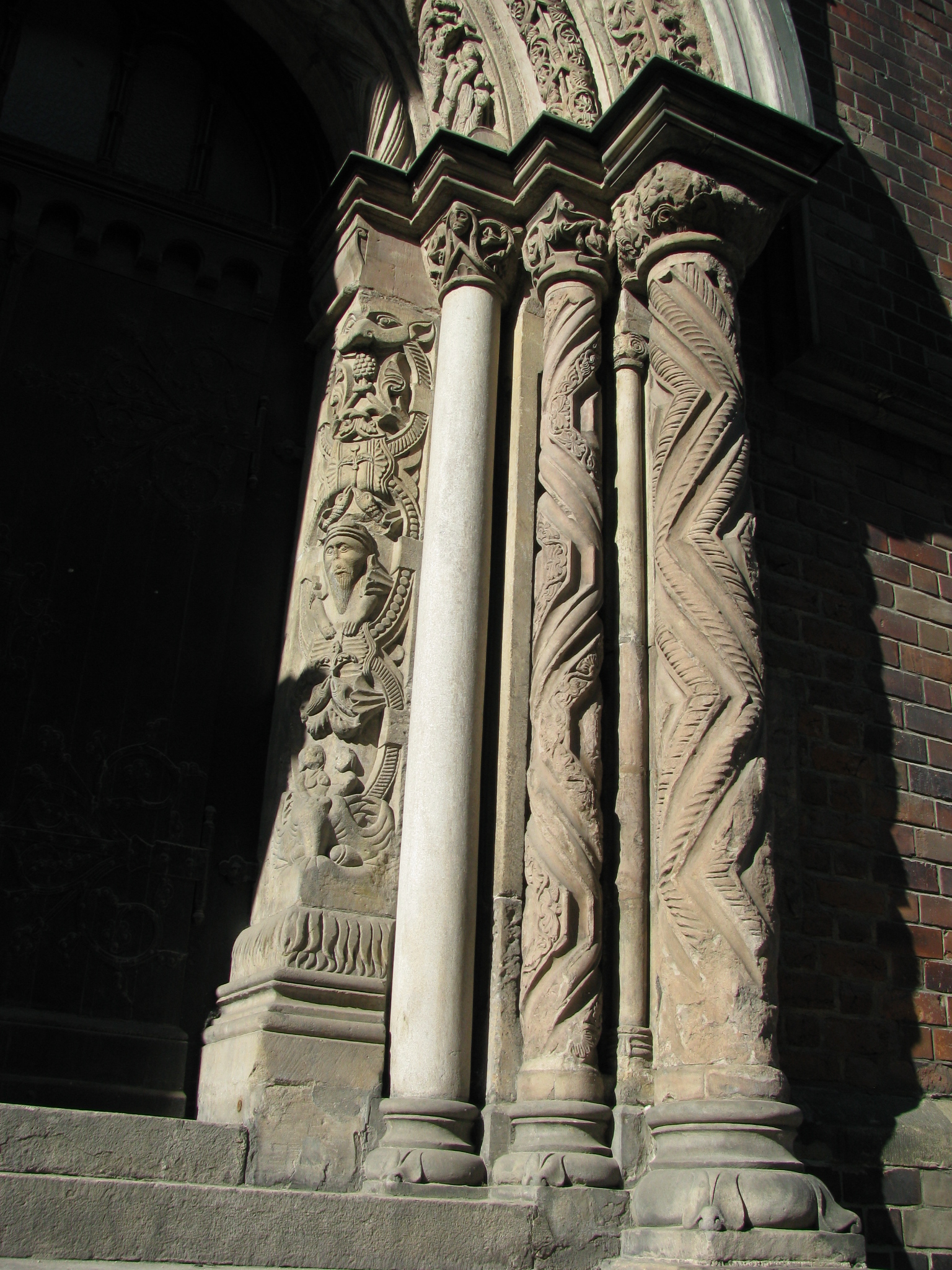
Particolare del Portale di Ołbin.
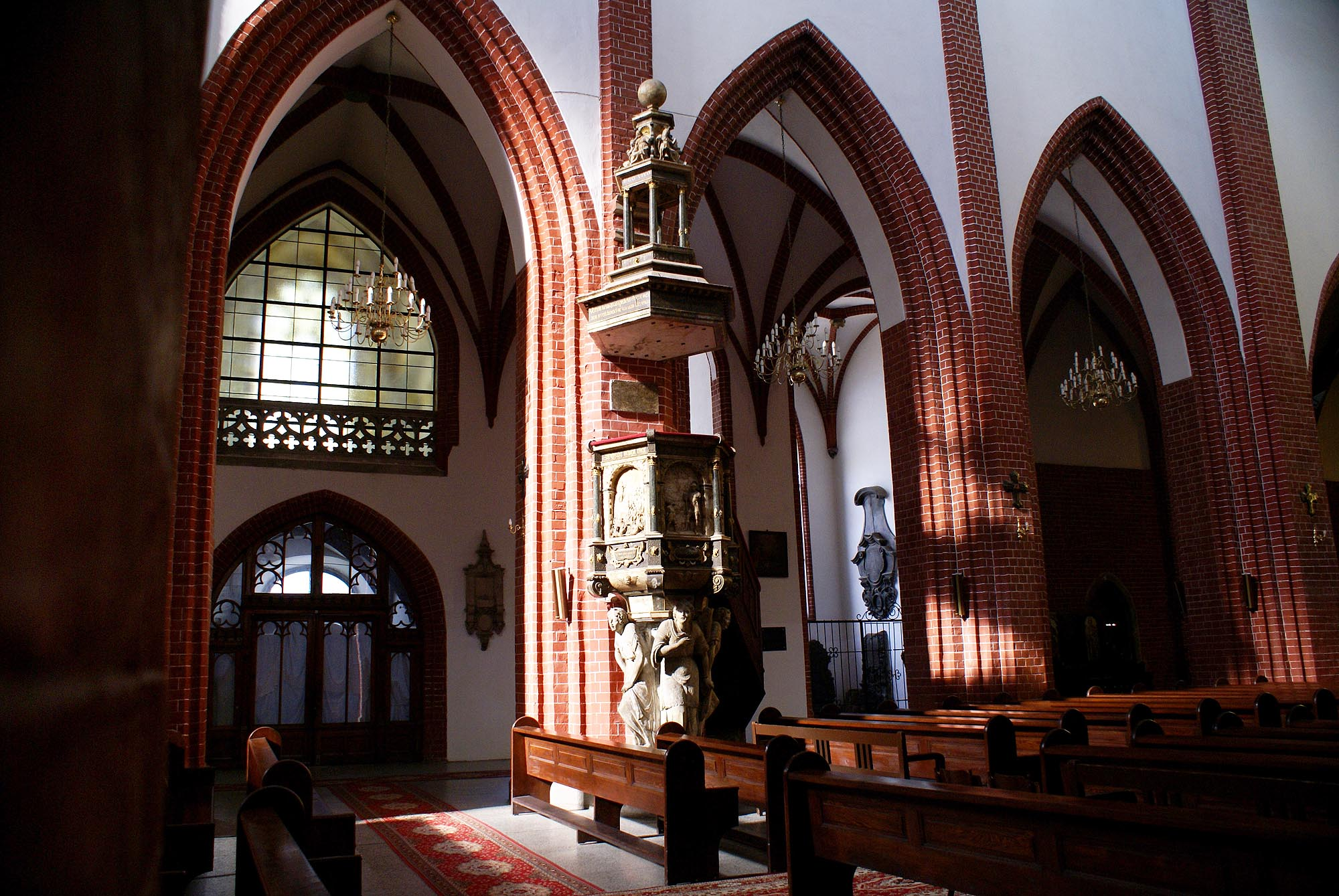
Particolare dell'interno.
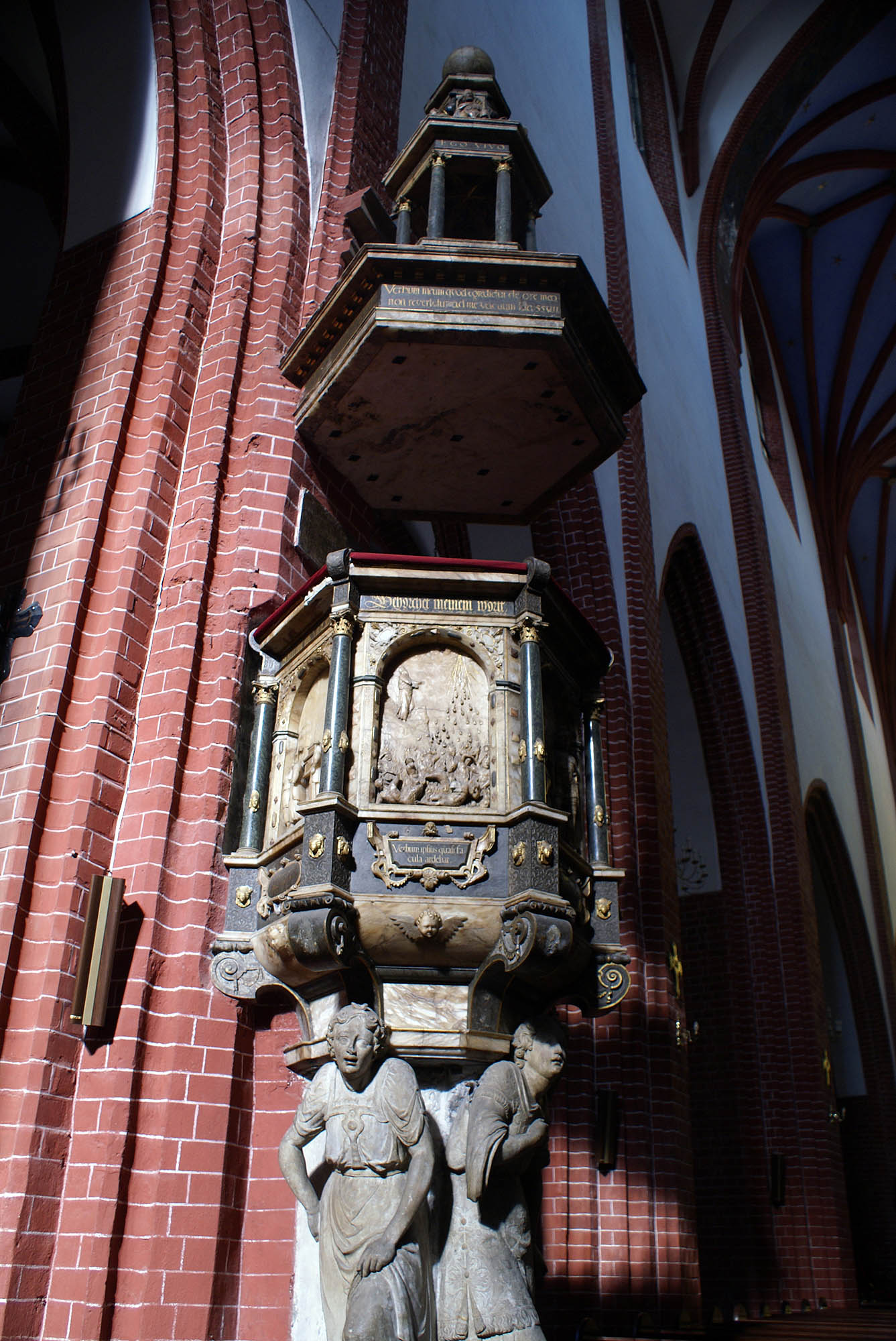
Il pulpito del 1581.